# Chalcostigma ruficeps
Chalcostigma ruficeps là một loài chim trong họ Trochilidae.